# Scherma agli XI Giochi panamericani
I Giochi Panamericani di scherma del 1991 si sono svolti a L'Avana, Cuba, ed hanno visto lo svolgimento di 10 gare, 6 maschili e 4 femminili.

## Podi

### Uomini
| Evento      | Oro                                                                                 | Argento                                                                                 | Bronzo                                                                              |
| Spada       |                                                                                     |                                                                                         |                                                                                     |
| Individuale | Lázaro Castro                                                                       | Jon Normile                                                                             | Dan Nowosielski                                                                     |
| A squadre   | Cuba Lázaro Castro César Aguilera Miguel de la Rosa Iván Trevejo Camilo Boris       | Colombia Mauricio Rivas Juan Miguel Paz Oscar Arango Nelson Ruiz William González       | Stati Uniti Robert Marx Jon Normile Joseph Socolof Chris O’Loughlin James Carpenter |
| Fioretto    |                                                                                     |                                                                                         |                                                                                     |
| Individuale | Guillermo Betancourt                                                                | Elvis Gregory                                                                           | Nick Bravin                                                                         |
| A squadre   | Cuba Guillermo Betancourt Elvis Gregory Oscar García                                | Stati Uniti Nick Bravin Al Carter Jerome Demarque Dean Hinton Jack Tichacek             | Canada Nicholas Bergeron Benoît Giasson Danek Nowosielski Pinel Chouinard N.        |
| Sciabola    |                                                                                     |                                                                                         |                                                                                     |
| Individuale | Steve Mormando                                                                      | Alexis Leiva                                                                            | Michael Lofton                                                                      |
| A squadre   | Cuba Agustín García Pedro Pablo Cabezas Alexis Leiva Geovanis Pérez Arístides Faure | Stati Uniti Peter Westbrook Steve Mormando Michael Lofton John Friedberg David Stollman | Canada Jean-Paul Banos Jean-Marie Banos Bruno Deschênes Tony Plourde Evens Gravel   |

### Donne
| Evento      | Oro                                                                                      | Argento                                                                        | Bronzo                                                                                             |
| Spada       |                                                                                          |                                                                                | |
| Individuale | Taimí Chappé                                                                             | Angélica Dueñas                                                                | Yolitzin Martínez                                                                                  |
| A squadre   | Stati Uniti Margo Miller Donna Stone Elaine Cheris Laurel Clark Skillman Cathy McClellan | Cuba Yamila Figueroa Taimí Chappé Dianicelis Marín Maria Pérez Iliana Duarte   | Messico Yolitzin Martínez Angélica Dueñas María de los Ángeles García Josefa Zapata Lourdes Roldán |
| Fioretto    |                                                                                          |                                                                                | |
| Individuale | Caridad Estrada                                                                          | Sandra Giancola                                                                | Caitlin Bilodeaux                                                                                  |
| A squadre   | Stati Uniti Caitlin Bilodeaux Sharon Monplaisir Molly Sullivan Ann Marsh Jane Hall       | Cuba Bárbara Hernández Caridad Estrada Maylia Acuña Migsey Dusú Mirayda García | Argentina Andrea Chiuchich Sandra Giancola Yanina Iannuzzi María Laura Lede                        |

## Medagliere
| #      | Nazione     | Oro | Argento | Bronzo | Totale |
| ------ | ----------- | --- | ------- | ------ | ------ |
| 1      | Cuba        | 7   | 4       | 0      | 11     |
| 2      | Stati Uniti | 3   | 3       | 4      | 14     |
| 3      | Messico     | 0   | 1       | 2      | 3      |
| 4      | Argentina   | 0   | 1       | 1      | 2      |
| 5      | Colombia    | 0   | 1       | 0      | 1      |
| 6      | Canada      | 0   | 0       | 3      | 3      |
| Totale | Totale      | 10  | 10      | 10     | 30     |